# Daniel Tshabalala
Daniel Tshabalala (Sebokeng, 6 ottobre 1977) è un ex calciatore sudafricano, di ruolo difensore.

## Carriera

### Club
Durante la sua carriera ha giocato principalmente con il Platinum Stars.

### Nazionale
Conta 3 presenze con la nazionale sudafricana.